# Annella mollis
Annella mollis (лат.) — вид коралловых полипов из семейства Subergorgiidae отряда Alcyonacea, встречающийся в Индо-Тихоокеанской области.

## Описание
Annella mollis является очень большим коралловым полипом, размах которого достигает до 2 м. Он разворачивает своё ветвящееся кружево в одну плоскость, которая, однако, может претерпевать искривления в течение жизни животного. Основные ветви цилиндрические и коренастые. Цвет представителей Annella mollis варьируется от розового до оранжевого, но они часто кажутся серыми или коричневыми в глубине, когда плохо освещены. 

## Среда обитания и распространение
Вид встречается в Индо-Тихоокеанской области. Имеет широкий ареал, но предпочитает тропические воды. 
Развивается на глубине от 12 до 18 м в нижних рифовых склонах, на скалах и песчаных субстратах. 